# Les enfants sont bizarres
 (mai 2023).
Si vous disposez d'ouvrages ou d'articles de référence ou si vous connaissez des sites web de qualité traitant du thème abordé ici, merci de compléter l'article en donnant les références utiles à sa vérifiabilité et en les liant à la section « Notes et références ».
Pour plus de détails, voir Fiche technique et Distribution.
Les enfants sont bizarres (There's Something Wrong With the Children) est un film d'horreur américain réalisé par Roxanne Benjamin, sorti en 2023.

## Fiche technique
- Titre original : There's Something Wrong With the Children
- Réalisation : Roxanne Benjamin
- Scénario : T.J.Cimfel & Dave White
- Décors : Gus Coto
- Costumes : Eulyn C. Hufkie
- Photographie : Yaron Levy
- Montage : Andrew Drazek
- Musique : The Gifted
- Producteurs : Paige Pemberton & Paul B. Uddo
- Sociétés de production : Blumhouse Television
- Sociétés de distribution : Epix
- Pays de production :  États-Unis
- Langue originale : anglais
- Format : couleur - 2.39:1
- Genre : épouvante-horreur
- Durée : 92 minutes
- Date de sortie : 
  - États-Unis : 17 janvier 2023

## Distribution
- Alisha Wainwright (VF : Charlotte Correa) : Margaret
- Zach Gilford (VF : Eilias Changuel) : Ben
- Amanda Crew (VF : Garance Thénault) : Ellie
- Carlos Santos (VF : Juan Llorca) : Thomas
- Briella Guiza (VF : Clara Soares) : Lucy
- David Mattle (VF : Fanny Bloc) : Spencer
- Ramona Tyler (VF : Marie-Frédérique Habert) : la garde-forestière

 Source et légende : version française (VF) sur RS Doublage et carton de doublage français.